# Rocker (film)
Rocker (v anglickém originále Rock Star) je americká filmová komedie z roku 2001. Režisérem filmu je Stephen Herek. Hlavní role ve filmu ztvárnili Mark Wahlberg, Jennifer Aniston, Jason Bonham, Jason Flemyng a Timothy Olyphant. 

## Obsazení
| Mark Wahlberg     | Chris Izzy Cole |
| Jennifer Aniston  | Emily Poule     |
| Jason Bonham      | A.C.            |
| Jason Flemyng     | Bobby Bears     |
| Timothy Olyphant  | Rob Malcolm     |
| Timothy Spall     | Mats            |
| Dominic West      | Kirk Cuddy      |
| Dagmara Dominczyk | Tania Asher     |